# Збройні сили Болівії

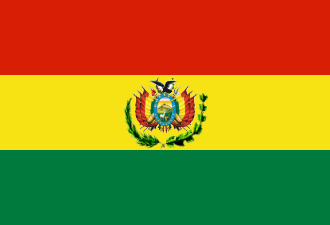
Військовий прапор Болівії

Збройні сили Болівії (ісп. Fuerzas Armadas de Bolivia) — сукупність військ Багатонаціональної Держави Болівія, призначена для захисту свободи, незалежності й територіальної цілісності держави. Складаються з сухопутних військ, військово-морських та повітряних сил.

## Історія
26 червня 2024 року військова хунта силами армійських підрозділів захопила президентський палац у Ла-Пасі.

## Загальні відомості
Збройні сили Болівії комплектуються як добровольцями, так і призовниками; коли не вдається зібрати необхідну щорічну кількість добровольців, проводиться призов громадян, які досягнули 18-річного віку для проходження 12-місячної військової служби; юнаки 14, 15-19-річного віку, які добровільно проходять початкову військову підготовку, звільняються від подальшої військової служби.

## Склад збройних сил

### Військово-морські сили
В результаті поразки в тихоокеанській війні 1879—1883 років, Болівія втратила вихід до моря, але, тим не менше, у складі болівійських збройних сил залишився військово-морський компонент. Нині військово-морські сили Болівії використовуються для операцій на річках та озері Тітікака. У складі військово-морських сил Болівії також є невеликий підрозділ морської піхоти.